# Абрамидзе, Кесария
Кеса́рия Абрами́дзе (груз. კესარია აბრამიძე;  18 августа 1987, Тбилиси, Грузинская ССР, СССР — 18 сентября 2024, Тбилиси) — грузинская актриса, блогер и модель. Была первой открытой трансгендерной персоной в стране, появившейся на национальном телевидении. Широко признана как одна из пионеров в борьбе за права трансгендерных людей в Грузии.

## Биография
Кесария Абрамидзе родилась 18 августа 1987 года в Тбилиси.
До начала трансгендерного перехода её генетический материал был заморожен за пределами страны. В 2014 году она сообщила, что перенесла гендерно-аффирмативную операцию, а уже в следующем году появилась в рекламе нижнего белья.

## Карьера
После съёмок в рекламе нижнего женского белья в 2015 году она была также приглашена в авторскую программу Давида Ковзиридзе «Трудный человек».
Она часто принимала участие в различных телепередачах. Впервые снялась в сериале «Игры психопатов». В 2018 году Кесария Абрамидзе участвовала в конкурсе красоты «Мисс Транс Мир» и представляла Грузию.
Позже она стала ведущей программы «Первый дом» на телеканале «Рустави 2». За несколько лет стала влиятельным лицом и имела более полумиллиона подписчиков в Instagram.
Хобби — рисование, макияж и перевоплощения.

## Убийство
Была найдена убитой 18 сентября 2024 года в своем доме.
Убийство вызвало общественный шок и было осуждено омбудсменом, президентом Саломе Зурабишвили и представителями ООН. На следующий день в аэропорту Кутаиси был арестован 26-летний подозреваемый — бывший партнёр модели, ранее угрожавший ей. В апреле она уже писала о насилии с его стороны. Гражданская панихида прошла 22 сентября, в ней участвовала президент.
16 апреля 2025 года подозреваемый, Бека Джаиани был признан виновным в совершении умышленного убийства с особой жестокостью по гендерному признаку, а также в насилии, совершенном на почве неприязни по признаку гендерной идентичности и приговорён к пожизненному заключению.